# 5e eeuw
De 5e eeuw (van de christelijke jaartelling) is de 5e periode van 100 jaar, dus bestaande uit de jaren 401 tot en met 500. De 5e eeuw behoort tot het 1e millennium.

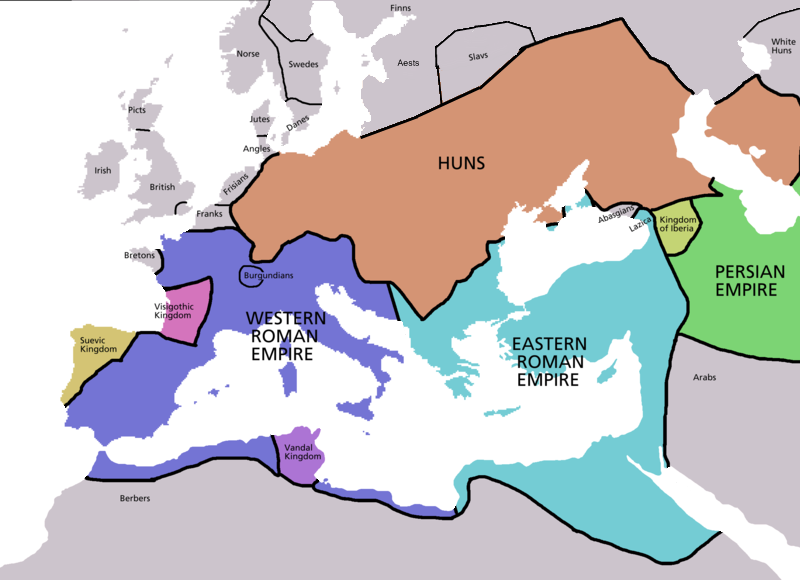
Europa in 450

## Langjarige gebeurtenissen en  ontwikkelingen
Romeinse Rijk
- Het West-Romeinse Rijk krijgt in de laatste eeuw van zijn bestaan te maken met Geruzie tussen de Kerk en

de keizer, generaals die de dienst uitmaken en barbaarse volken die de legers besturen. De daadwerkelijke macht in het Rijk 
ligt niet meer bij de keizer, maar bij achter de schermen regerende generaals, vaak van Germaanse afkomst.
- Rome wordt in 410 geplunderd door de Visigoten. Paus Leo I weet in 452 Atilla te overreden om Rome niet te plunderen, maar in 455 plunderen de Vandalen de stad. Rome weet zich enigszins te herstellen in de decennia erna maar het krijgt een zware klap te verduren wanneer de Vandalen Carthago, hoofdstad van de zeer belangrijke provincie Africa, innemen. Pogingen om de provincie te heroveren worden onderbroken door de invasie van de Hunnen onder leiding van Atilla, die vanuit Azië doordringen tot in West-Europa.
- Na Atilla's nederlaag en dood bundelen het Oost- en West-Romeinse Rijk de krachten in 468 om de Vandalen uit Africa te verdrijven, maar het wordt een grote mislukking. In 476 wordt de laatste West-Romeinse keizer, Romulus Augustus, afgezet door de Ostrogoten.
- De regeringszetel van het West-Romeinse Rijk wordt verplaatst van Milaan naar Ravenna.
- 480: Dood van Julius Nepos in Dalmatia, de laatste de jure West-Romeinse keizer.
- De Romeinse macht op het Iberisch Schiereiland gaat verloren, maar het Visigotische rijk is een bondgenoot tot de val van Rome.
- De gladiatorenspelen worden verboden.

Volksverhuizingen
- Attila trekt met de Hunnen vanuit Centraal-Azië westwaarts. In Rusland voegen zich onder meer Slaven, Goten en Alanen onder de Hunse troepen zodat zijn aanvalskracht zich nog versterkt. Attila's rijk, met het centrum in Pannonië (nu Hongarije), strekt zich ten slotte uit van de Kaukasus tot aan de Rijn. Ze maken vele strooptochten door Europa, meestal in het West-Romeinse Rijk en ze bedreigen zelfs Rome. In 451 worden ze door de Romeinen en Visigoten verslagen bij de Slag op de Catalaunische Velden.[1]
- In meerdere migratiegolven verspreiden de Turkse volkeren zich over Eurazië. Te paard kunnen de Turkse nomaden in korte tijd grote afstanden afleggen over de vlakke steppen. Ook hun militaire tactieken en diplomatie versnellen hun verspreiding. Met de komst van de Hunnen naar Europa vestigen zich ook voor het eerst permanent Turkse volkeren zoals de Avaren, Bulgaren en Chazaren in Europa.
- 406: De Suevi, Alanen en Vandalen steken de bevroren Rijn over nabij Mainz en vallen Gallië binnen. Dit is het begin van de val van de Romeinse westgrens. Constantijn III van Rome verplaatst in 407 zijn legioenen van Brittannië naar Gallië en bezet Arles.
- De Franken vestigen zich aan de andere zijde van de Rijn in Gallië. Keulen komt in hun handen en zij bezetten de streek tussen Koblenz, Trier en Metz. De Romeinse veldheer Aetius sluit een verdrag, waarbij hij aan de Franken de verdediging van de middenloop van de Rijn toevertrouwt.
- De Westgoten of Visigoten mogen zich vestigen in de Romeinse provincie Aquitanië. Tolosa (Toulouse) is hun eerste hoofdstad. In de loop der jaren kunnen ze door het verval van het Romeins centraal bestuur hun gebied uitbreiden in het noorden tot de Loire en in het zuiden over grote delen van Spanje, waar het Visigotische Rijk het Suevische Rijk als buur heeft.
- De Vandalen trekken strijdend vanuit het noordoosten richting Zuidwest-Europa. Zij vestigen zich voor een korte tijd in Zuid-Spanje maar onder druk van de na hen binnenvallende Visigoten steken ze later de Straat van Gibraltar over, vestigen het Vandaalse rijk, voornamelijk gelegen in de kuststreek van Noord-Afrika rondom hun hoofdstad Carthago, en gaan uiteindelijk op in de Noord-Afrikaanse bevolking.

Europa
- De Angelsaksen beginnen aan een grootschalige kolonisatie en invasie van Brittannië. De invallers slagen er vrij snel in om gebieden in het zuidoosten van Engeland te veroveren op de Romano-Britten. Uit deze gebieden vormen verschillende hoofdmannen de koninkrijken Kent, Essex en Sussex.
- Het vroege succes van de Angelsaksische kolonisatie van Brittannië komt abrupt ten einde als de Romano-Britten een beslissende overwinning behalen op de Angelsaksen in de Slag bij Mons Badonicus. Hierna slagen de Britten erin om de Angelsaksen in zuidoostelijke richting terug te drijven en gedurende veertig jaar op afstand te houden.
- Vanaf 440 steekt een deel van de Saksen de Noordzee over en valt Brittannië binnen, samen met de Angelen, Friezen en de Juten.
- Het Angelsaksische Futhorc alfabet wordt in Engeland gebruikt.
- Rond 450 is de invloed van de Romeinen in Gallië zodanig in betekenis afgenomen dat deze Germaanse volken zelfstandige koninkrijken vormen. Alleen in een deel van Gallia Lugdunensis blijft de Romeinse bestuursstructuur tot 486 intact. Dit Gallo-Romeinse Rijk wordt gesticht door Aegidius in 461.
- Onder Childerik en Clovis is Doornik de hoofdstad van het Frankische rijk, tot 486, als Clovis de regeringszetel verplaatst naar Parijs.
- De Bajuwaren vestigen zich in het tegenwoordige Zuid-Beieren en Oostenrijk.

Militair
De Hunnen zijn meesters in boogschieten vanaf de rug van een paard, en de ruiters voeren gecoördineerde aanvallen met lansen uit.
Feodaliteit
- Een groot aantal Germaanse boeren geeft, vanwege de onveilige situatie in Europa, zijn vrijheid en bezit over aan gewapende leenheren in ruil voor bescherming. Dit wordt feodalisering genoemd.
- Een klein aantal boeren weet zijn vrijheid en zijn eigen hoeve te behouden en zorg te dragen voor de eigen bescherming. Deze boeren worden weerboeren genoemd. Enkele weerboeren lukt het om een paard en harnas te bekostigen en zij stijgen zodoende op in de rangen van de lage adel als ridder (miles).
- Andere weerboeren vergroten hun boerenbedrijf door pachten van grond en het aannemen van knechten en komen in dienst van een leenheer als schout of huisman.

Godsdienst
- De christenheid worstelt met de goddelijke en de menselijke natuur van Jezus. Nestorianen, Monofysieten en Miafisieten geven daaraan elk een eigen invulling. Na de concilies van Efeze en Chalcedon ontstaan de oriëntaals-orthodoxe kerken, los van Rome. Zij wijzen de tweenaturenleer af en gaan uit van een samensmelten van beide naturen in Zijn persoon.
- De orde van de Acoemeten wordt aan het begin van de 5e eeuw gesticht door Alexander. De Acoemeten hebben tot doel een onafgebroken gebedsdienst te houden die ook 's nachts voortgaat. Nadat hij een eerste klooster heeft gevestigd op de oevers van de Eufraat, poogt Alexander tevergeefs kloosters te stichten in Antiochië en Palmyra. Ook in Constantinopel wordt hij met vijandigheid tegemoetgetreden, onder meer door de patriarch Nestorius van Constantinopel en de keizer. Zijn opvolger, abt Johannes, vestigt een klooster aan de oostelijke zijde van de Bosporus. Later zijn het ook Acoemeten die het beroemde Stoudiosklooster in Constantinopel bevolken.
- Aan het begin van de eeuw komt het vraagstuk van de vrije wil ter sprake. De Engelse monnik Pelagius ontkent de erfzonde en belijdt dat de mens op elk moment vrijelijk voor goed of slecht kan kiezen. Augustinus bestrijdt Pelagius en benadrukt dat mensen van nature altijd tot het slechte neigen. Pelagius beschuldigt Augustinus daarop van manicheïsme, waarin te veel macht wordt toebedacht aan de 'boze'. Op het Concilie van Carthago (418) wordt de leer van Pelagius echter als heresie veroordeeld en wordt de leer van de erfzonde bevestigd. Opvallend is dat dit een puur westerse discussie blijft; in de oosterse kerken speelt Augustinus als theoloog nauwelijks een rol.
- Volgelingen van de heilige Maron verbreiden het christendom over het Midden-Oosten.
- Sint-Patrick bekeert duizenden Ieren.
- Armeens alfabet ontworpen door Sint Mesrob (405)

Azië
- Het boeddhisme bereikt Myanmar en Indonesië.
- Het Boek van de Late Han of Houhanshu is een van de boeken uit de Vierentwintig Geschiedenissen, de verzameling officiële geschiedenissen van Chinese keizerlijke dynastieën. Het boek wordt in de vijfde eeuw voltooid, maar pas na 445, het jaar waarin de samensteller, Fan Ye (398-445), wordt terechtgesteld. Het werk beschrijft de geschiedenis van de Oostelijke Han-dynastie (25-220) en komt meer dan twee eeuwen na de val van de dynastie tot stand.

Afrika
- De Vandalen trekken vanuit Gallië via Spanje naar Africa en veroveren in 439 Carthago. Het Vandaalse Rijk vormt de volgende vijftig jaar een bedreiging van Rome.
- Onder de regering van koning Ezana aanvaardt Aksum het christendom omstreeks 450. Het rijk strekt zich dan uit van Oost-Soedan tot in Saba, het huidige Jemen, met handelsroutes naar Griekenland, Rome, Perzië en Egypte. Uitgevoerd worden vooral goud en ivoor.
- Indonesische kolonisten bereiken Madagaskar.
- De Hopewellcultuur eindigt.

Amerika
- 455: Chichen Itza, Mexico gesticht.

Innovatie
- De zware ploeg wordt gebruikt in de Slavische landen.
- Metalen hoefijzers zijn gebruikelijk in Gallië.

```
* De zevemdaagse week wordt in Europa ingevoerd, samen met de daarbij behorende namen van de dagen.
```

Kunst
De nimbus doet zijn intrede in de christelijke kunst. Aanvankelijk alleen bij de Drie-eenheid en de engelen, maar later worden ook de apostelen, heiligen en anderen ermee afgebeeld. Het gaat hier steeds om een lichtschijn om het hoofd van een heilige. De oudste vorm is een gouden schijf, in de renaissance een cirkel. De beeltenis van Jezus Christus heeft steeds een kruis in de nimbus, de z.g. kruisnimbus, later ook een soort stralenkrans, min of meer in kruisvorm.

## Belangrijke personen van de 5e eeuw
- Agatharchos, Griekse kunstenaar
- Flavius Aëtius, laatste grote Romeinse generaal
- Alaric I, koning der Visigoten
- Aspar, Oost-Romeinse generaal en politicus
- Attila
- Augustinus van Hippo, bisschop, godsdienstgeleerde
- Bodhidharma, stichter van het zenboeddhisme
- Johannes Chrysostomus, Patriarch van Constantinopel
- Clovis, eerste Frankische koning
- Cyrillus van Alexandrië, Patriarch van Alexandrië
- Fa Xian, Chinese boeddhistische monnik
- Geiseric, Vandaalse koning en stichter van het Vandaalse koninkrijk in Noord-Afrika
- Hawaiiloa, ontdekker van Hawaï
- Hiëronymus, kerkvader
- Huiyuan, Chinese boeddhist
- Hypatia, filosofe
- Niall Noigiallach, stichter van Ierlands grootste dynastie.
- Odoaker, eerste barbaarse koning van Italië
- Paus Leo I
- Ricimer, West-Romeinse generaal, politicus en leider
- Romulus Augustulus, laatste keizer van het West-Romeinse Rijk
- Sint Mesrob, Armeense monnik
- St. Patrick, maakte de bekering van Ierland tot het christendom compleet.
- Socrates Scholasticus,kerkhistoricus
- Sozomenus, kerkhistoricus
- Theodorik de Grote, koning van de Ostrogoten
- Zu Chongzhi, Chinese astronoom en wiskundige

## Voetnoten
1. ↑  Roberts, J: "History of the World.". Penguin, 1994.

<< · 400-409 · 410-419 · 420-429 · 430-439 · 440-449 · 450-459 · 460-469 · 470-479 · 480-489 · 490-499 · >>
<< · 1e · 2e · 3e · 4e · 5e · 6e · 7e · 8e · 9e · 10e · >>